# Zalatnay Sarolta
Zalatnay Sarolta (Budapest, 1947. december 14. –) magyar énekesnő, író, állatvédő. Az első generációs pop-rock énekesnők egyike, Koncz Zsuzsa és Kovács Kati mellett a 60-as és a 70-es években vezető női előadóknak számítottak a magyar könnyűzenében.

## Élete

### Gyermekévei
Zacher Tibor Károly és Mikuscsák Sarolta Etelka Irma gyermekeként született. Születési neve Zacher Sarolta, vezetéknevét családjával együtt magyarosította. Édesapja mérnök, menetjegyirodai tisztviselő, édesanyja a Magyarországi Evangélikus Egyház püspökének titkára volt. A család egy része (Zalatnay István nyugdíjazásáig) a budapesti Brit Nagykövetség alkalmazásában állt. 
Sarolta hét évig tanult klasszikus zenét, zongorát és hangképzést. Szülei operaénekesnek szánták mezzoszoprán hangjával, de egy mandulaműtét következtében ez meghiúsult. A beatzene kerítette hatalmába. 1963-ban tűnt fel először, egy gimnáziumi előadás során találkozott Komár Lászlóval, aki észrevette tehetségét. 1966-ban érettségizett a budapesti Toldy Gimnáziumban.

### Pályafutása
Könnyűzenei karrierje úgy kezdődött, hogy a Toldy Ferenc Gimnáziumban téli bált rendeztek, ahol a Scampolo zenekar is fellépett. Itt megkérdezte Komár Lászlót, a frontembert, van-e énekesnőjük. Komár beleegyezett abba, hogy meghallgassa, majd ezt követően elkezdtek együtt dolgozni. Karrierje szempontjából a legtöbbet talán Bergendy Istvánnak köszönheti, aki 1965-ben elintézett neki egy ORI-műsort, majd a tévében is szerepeltette. A Scampolo 1965-ös átmeneti feloszlása után a Dogs együttesben volt szólista, majd a Metroval dolgozott együtt.

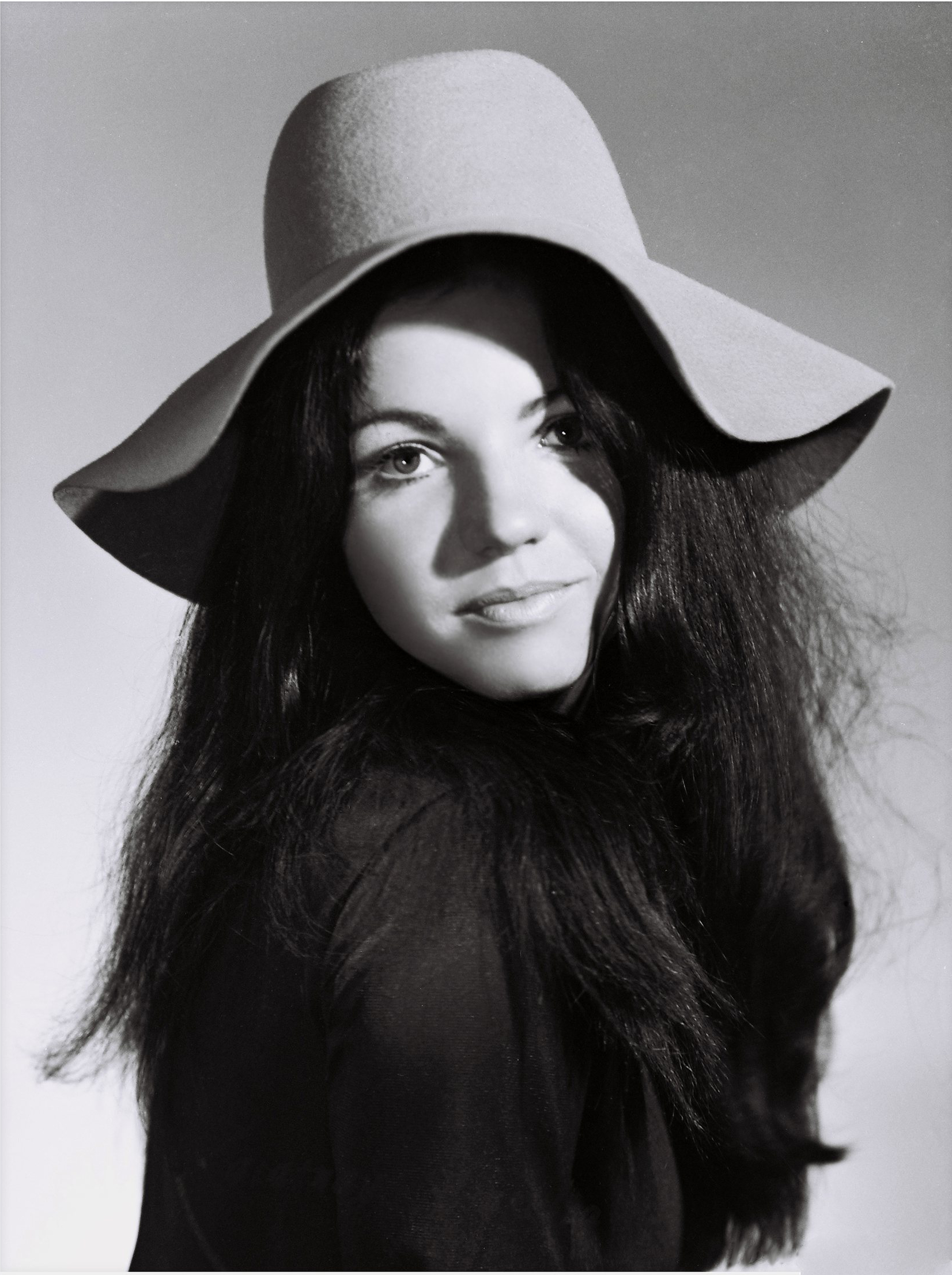
1968 körül

1966-ban a Magyar Televízió Táncdalfesztiválján második helyezést ért el a Hol jár az eszem című dallal, majd 1967-ben megnyerte a Nem várok holnapig című számmal, amelyet az Omega együttes kísért. A zsűri magyar-angol tagja egy londoni szerződést ajánlott fel az énekesnőnek, amellyel 1967–1969 között Londonban élt. 1969-ben hazajött, és az akkoriban alakuló Locomotiv GT-vel kezdett együtt dolgozni.
Az 1971-es Táncdalfesztiválon a Fák, virágok, fény című dallal nyert. Kísérte az LGT, Scampolo, Bergendy, Omega, Metro, Generál, a Skorpió együttes is.
1976-ban alapította Postásy Juli és Várszegi Éva bevonásával a Cini és a Tinik nevű formációt. 1984-ben közösen turnézott Komár Lászlóval, majd szólókarrierbe kezdett. Külsejével divatot teremtett, meghatározó egyénisége lett a korabeli tinédzser lányoknak. A magyarországi előadóművészek közül ő hordott először miniszoknyát, combközépig érő csizmát és a jellegzetes frufrus frizurát.
18 nagylemeze van, kb. 50 kislemeze. Az általa elénekelt közel 600 dal közül jelentek meg például: angolul, spanyolul, olaszul, németül, sőt még oroszul is. 6 mozifilmben szerepelt. 11 könyvet írt, amelyek több mint egymillió példányban fogytak el.
Állatvédőként is tevékenykedik, a MATSZ (Magyar Állatvédelmi és Természetbarát Szövetség) tiszteletbeli elnöke lett 1995-ben. Még ebben az évben 30 éves jubileumi emlékkoncertet adott. 2001-ben erotikus fotósorozata jelent meg a Playboy magazin magyar kiadásában. 
Új nagylemezt, könyvet adott ki 2009-ben. Új klipet készített 2010-ben.

### Magánélete
Gimnáziumi szerelme Komár László énekes volt. Első férje Révész Sándor (1975), második férje Benedek László (1987). Második férjének lányát, Benedek Nikolettet Zalatnay a sajátjaként nevelte. Harmadik férje Márton Csaba, akivel az MSat Televízió számára műsorokat készítettek, vállalkozásuk csődbe ment. Hét évig élt együtt Csapó Gábor vizilabdázóval is.
2004 szeptemberében a Fővárosi Bíróság 36 rendbeli, nagy kárt okozó, üzletszerűen, bűnszövetségben elkövetett csalás miatt másodfokon jogerősen három év börtönben letöltendő szabadságvesztésre ítélte Zalatnay Saroltát. A csalás mellett magánokirat-hamisítással, jogosulatlan pénzintézeti tevékenységgel, hitelsértéssel is vádolták Zalatnayt, az ügy harmadrendű vádlottját. Az ítélet szerint az énekesnő és társai Zalatnay hírnevének kihasználásával 1996–97-ben úgy vettek fel körülbelül 112 millió forintot egy cégen keresztül kisbefektetőktől magas kamatot ígérve, hogy tudták: esélyük sincs az összegeket visszafizetni. Ennek ellenére rövid határidőre, általában 3 hónapra kértek pénzt, és havi 10 százalékos kamatot ígértek. A pénz nagy részét nem fizették vissza: az ítélethozatalig a kárnak csak mintegy 25%-a térült meg. Zalatnay azzal védekezett, hogy a pénzt az MSat televízió számára gyártott műsorok készítéséhez vették fel, azonban annak csődje miatt nem kapta meg a műsorokért járó díjat, emiatt nem tudta a pénzt visszafizetni.
Zalatnay 2004. október 26-án vonult be a Nagy Ignác utcai büntetés-végrehajtási intézetbe (innen később valószínűleg átszállították). Ugyanekkor felbontotta Márton Csabával kötött házasságát. Két év letöltése után, 2006. október 26-án szabadult.
2015 márciusában az énekesnőt korábbi állatmenhelyes barátnője feljelentésére, miszerint 1,9 millió forintját nem fizette vissza, folytatólagosan, üzletszerűen elkövetett csalás büntette miatt a Budaörsi Járásbíróság mint visszaesőt, első fokon egy év hat hónap börtönbüntetésre ítélte, a szabadságvesztés büntetés végrehajtását, három év próbaidőre felfüggesztette. Végül az ügyben 2016 júniusában, a Budapest Környéki Törvényszék másodfokon jogerősen mindenben helyben hagyta az első fokú bíróság ítéletét.
Tárnokon él.

## Magyar díjak
- Táncdalfesztivál ’66 : Hol jár az eszem? (2. díj – megosztott)
- Táncdalfesztivál ’67 : Nem várok holnapig (1. díj – megosztott, előadói díj illetve Arany Mikrofon–díj a Magyar Ifjúság magazintól)
- Táncdalfesztivál ’71 : Fák, virágok, fény (1. díj)
- Zámbó Jimmy-díj (2012)
- Magyar Tolerancia Különdíj (2013)[13]
- Magyar Toleranciadíj (2015)[14]
- Magyar Érték-díj (2016)
- Szenes Iván-életműdíj (2018)
- A Hét Embere (HetiTv – 2019)
- Sztár Limonádé (újság) Életműdíj (2023)

## Lemezei

### Nagylemezek

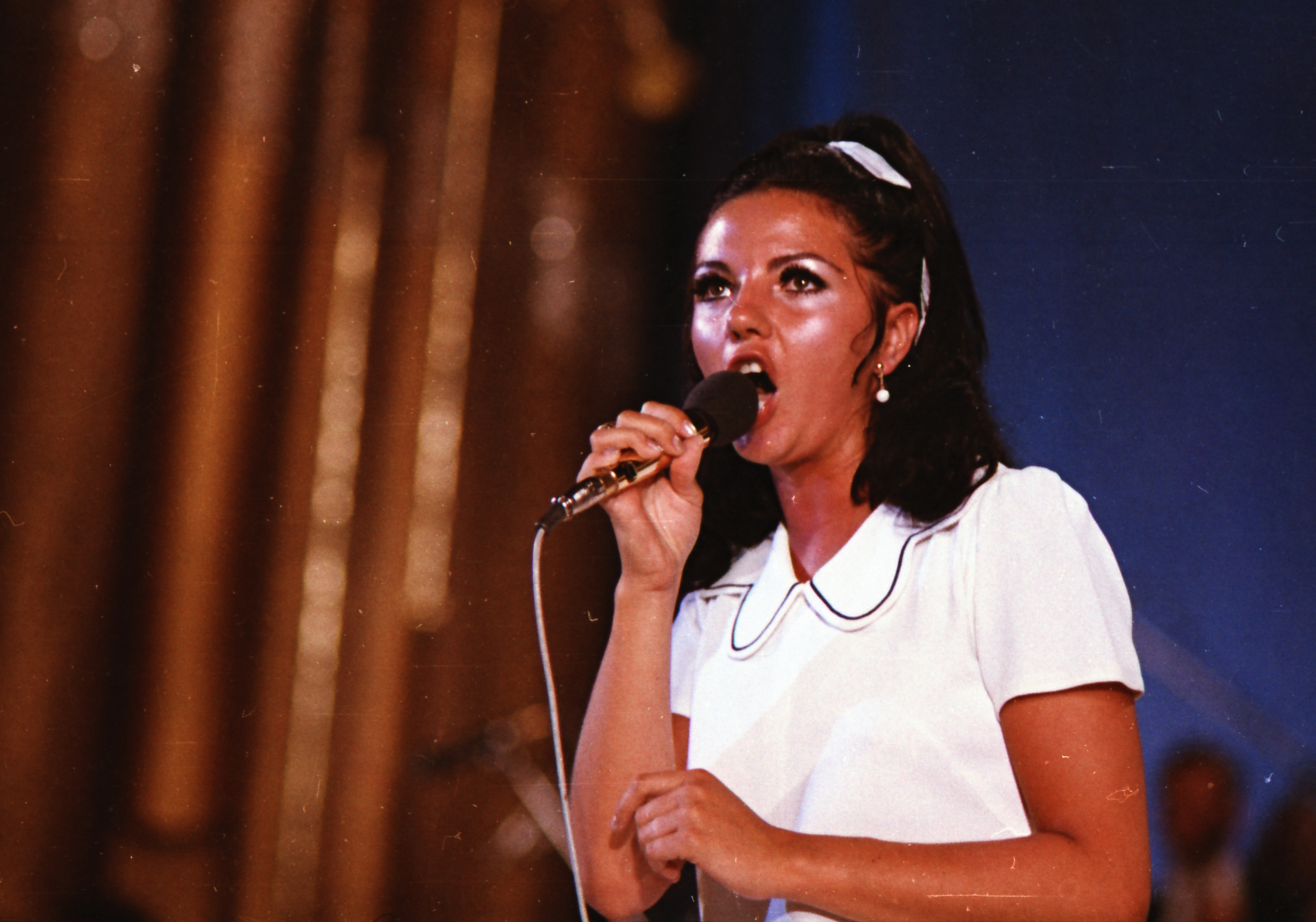
1970-ben.

- Ha fiú lehetnék (LP: 1970, CD: 2000)
- Zalatnay (LP: 1971, CD: 2000)
- Álmodj velem (LP: 1972, CD: 1994)[15]
- Sarolta Zalatnay (Supraphon, (1973)
- Hadd mondjam el (1973)
- Szeretettel (1975)
- Színes trikó, kopott farmer (1976)
- Minden szó egy dal (1978)
- Tükörkép (1980)
- Nem vagyok én apáca (válogatás, 1985)
- Cini vagyok (1986)
- Privát levél (1988)
- Ave Maria (1989)
- Mindig kell egy barát (1995)
- Fák, virágok, fény (1998)
- Visszajöttem! (2003)
- Best Of Cini (2006)
- Magadat vállalni kell (2009)
- Zalatnay "50" (2015)

### Kislemezek
- Sweet William, Zuhogj eső, There's Part When Goin' On, Megszoktad már (EP 7306 Qualiton; 1964, a Bergendy együttessel)
- Sweetheart, Magyar táncok (Bergendy instr.), Datemi un martello, Tavaszi hangok (Bergendy instr.) (EP 7327 Qualiton; 1965)
- Viva la pappa col pomodoro, Let Kiss (Bergendy instr.), Scrivi, Tango Bolero (Bergendy instr.) (EP 7334 Qualiton; 1965)
- Message Understood / Too Bad You Don't Want Me (1966)
- Végre, hogy tavasz van / Rég hallottam rólad (Mátray Zsuzsa) (1966, Táncdalfesztivál)
- Csöpp bánat, Sohse bánd (Bergendy) SP 347 Qualiton (1967)
- Kis butám / Nem várok holnapig
- Nem vagyok én apáca / Ha fiú lehetnék
- Tölcsért csinálok a kezemből / Hordár
- I Am A Woman / Change Of Heart (President, PT 248, angol kiadás, 1969)
- Patron dal / Rep-CO2 Song / Rep-CO2 Lied (EP, 1972, KR-040, kis példányszámban megjelent, kereskedelmi forgalomba nem került promóciós anyag)
- Miért mentél el / Fekete árnyék

## Slágerei
- Hol jár az eszem? (Auth Ede – Halmágyi Sándor, Táncdalfesztivál, 1966) ISWC: T-007.000.453-3
- Nem várok holnapig (Majláth Júlia – Fülöp Kálmán, Táncdalfesztivál, 1967) ISWC: T-007.004.029-7
- Oh, ha milliomos lennék (Lovas Róbert – S. Nagy István Táncdalfesztivál, 1968) ISWC: T-007.199.713-1
- Túl szép volt (Presser–S. Nagy István, 1968)[16]
- Nem vagyok én apáca (Schöck Ottó – S. Nagy István, 1970[17] ISWC: T-007.120.940-9
- János bácsi pipája (Schöck Ottó – S. Nagy István) ISWC: T-007.174.940-0
- Hordár (Schöck Ottó – S. Nagy István)[18] ISWC: T-007.127.871-1
- Tölcsért csinálok a kezemből, Frenreisz Károly – Szenes Iván, 1969[19] ISWC: T-007.174.851-0
- Vörös rák, (Schöck Ottó – S. Nagy István)[20] ISWC: T-007.007.450-8
- Mikor elalszol (Álmodj velem) Presser Gábor – Adamis Anna[21] ISWC: T-007.031.405-4
- Várlak még (Hosszú, forró nyár)[22] (Gábor S. Pál – Szenes Iván) angolul: I'm still waiting for you [* 1] [* 2] ISWC: T-007.174.870-3
- Félteni kell (Fényes Szabolcs – Szenes Iván) a Fuss, hogy utolérjenek! című filmből ISWC: T-007.003.942-7
- Kis butám (Auth Ede – Halmágyi Sándor)[23] Táncdalfesztivál ISWC T-007.174.648-9
- Mostanában bármit teszünk (Stevanovity Zorán – Sztevanovity Dusán)[24] Ezek a fiatalok
- Szervusztok régi barátok (Dobos Attila – Szenes Iván, Qualiton SP 379, 1967)
- Ha fiú lehetnék (Frenreisz Károly – Sztevanovity Dusán; Qualiton LPX 17404; 1970)[25]
- Fák, virágok, fény (Schöck Ottó – S. Nagy István) Táncdalfesztivál ISWC: T-007.174.939-7
- Mindig kell egy barát (Schöck Ottó, Zalatnay Sarolta – S. Nagy István) ISWC: T-007.007.423-5
- Nem akarom látni az arcodat (Zalatnay Sarolta – Révész Sándor) ISWC: T-007.126.986-7
- Szeress nagyon (Barta Tamás – Adamis Anna) ISWC: T-007.031.476-9
- Miért mentél el? (Presser Gábor – Adamis Anna)
- Könyörgés (Presser Gábor – Adamis Anna)[26] [* 3]
- Téli éjszakák (Presser Gábor – Adamis Anna)
- Miért büntetsz? (Nagy – Szenes Iván)
- Érezd jól magad (Novai Gábor – Zalatnay Sarolta)
- Könnyű álmot hozzon az éj (Miklós Tibor – Várkonyi Mátyás)
- Add vissza a babaruhát! (Zalatnay Sarolta – S. Nagy István)
- Karnevál (Zalatnay Sarolta – S. Nagy István) ISWC: T-007.007.419-9
- Bolond gomba (Schöck Ottó – S. Nagy István)
- R' és R' (Máté Péter – S. Nagy István)
- Hozzám tartozol (Máté Péter, Zalatnay Sarolta – S. Nagy István) ISWC: T-007.007.413-3
- Ócska láda (Frenreisz Károly - Sztevanovity Dusán) IWSC T-007.003.845-7
- Könyörgés (Presser Gábor – Adamis Anna) ISWC T-007.031.385-7
- Hajnal (Tolcsvay Béla - Móricz Mihály) ISWC T-007.120.413-1
- Sárga hegedű (Frenreisz Károly - Sztevanovity Dusán) ISWC: T-007.099.171-7
- Sziklaöklű Joe (S. Nagy István – Wolf Péter)
- Rosszabbul is végződhetett volna (Lovas Róbert - Szenes Iván)
- Megmondták előre (Lovas Róbert - Szenes Iván)
- Hadd legyek újra gyerek (Gábor S. Pál - Huszár Erika)
- Fekete árnyék (Frenreisz Károly – Adamis Anna)
- Olcsó regény (Nagy Tibor Béla – Juhász Sándor)
- Éjfél után (Illés Lajos – Zelki János)

## Filmjei
- Ezek a fiatalok (1967)[27]
- Szép lányok, ne sírjatok! (1970)[28]
- Fuss, hogy utolérjenek! (1972)
- Nyári kaland (1973)[29]
- A kenguru (1976)[30]
- Dániel (1978)[31]
- Holnap történt – A nagy bulvárfilm (2009)
- Űrpiknik (2021)

## Könyvei
- Nem vagyok én apáca; szerzői magánkiadás, 212 oldal, 1985 ISBN 9635003854
- Ezt sem a zárdában írtam; Zeneműkiadó, Budapest, 1987 ISBN 9633306612
- Cicciolina, a „szexciklon”; Reform Lap- és Könyvkiadó Rt., 1988 ISBN 9630261154
- Ők sem szerzetesek; Koma, Budapest, 1989 (Kacsa könyvek) ISBN 9630275244
- „Bocsásd meg a mi vétkeinket!” Levelek, vallomások; Strigon '90 Kft., Bp., 1990 ISBN 9630289350
- A 100 millió igaz története – avagy Jótett helyébe jót ne várj; interjúk Zoltán János; Trabaccolo, Bp., 1998 ISBN 9630368935
- Hát azt hallotta már...? Zalatnay Cini legpikánsabb viccei; Pi Book-Manager Iroda, Bp., 1998 ISBN 9638547480
- Vörös Ágyasok, Print Ker Kft., 188 oldal, Budapest, 2001 ISBN 9634402496
- Zalatnay Sarolta–Benedek Nixi: Zalatnay Cini, a mamám. Rácson innen – rácson túl; Ulpius-ház, Bp., 2006 ISBN 9639602736
- Született vesztesek, avagy út a pokolból. Producers Kft., Érd, 2007 ISBN 9789630627405
- „Magadat vállalni kell”; PPT Média Kft., Bp., 2009 ISBN 978-963-06-8489-7

## Könyvek róla
- Wortmann Éva: Hakni; Ék Reklám- és Műsoriroda, Könyvstúdió, Budapest, 2001 ISBN 963006815X
- Sinkovics Gábor: Dicsfény és árnyék; Budapest-Print Kft., 2004 (ISBN 963695139X)
- Szabadi Klaudia Márta–Scherer Zsuzsa: Zalatnay-dosszié. Levelek a börtönből; Ringier, Budapest, 2006 (ISBN 9637714197)